# Club Patín Fraga
El Club Patín Fraga, conocido por motivos de patrocinio como Club Patín Esneca Fraga, es un equipo de hockey sobre patines femenino de la localidad aragonesa de Fraga, capital del Bajo Cinca, en la provincia de Huesca, que compite en la OK Liga Femenina. Disputa sus partidos como local en el Pabellón Multiusos del Sotet.
Fundado el año 2021, comenzó a competir la temporada 2021-22 en la OK Liga Plata Femenina con una clara aspiración para ascender y convertirse en uno de los principales clubes del hockey femenino español en dos o tres temporadas. Consiguió el ascenso a la máxima categoría a falta de cinco jornadas, finalizando la temporada con 26 victorias en 26 partidos jugados.
El equipo logró proclamarse campeón de la WSE Champions League Women en 2024, tras superar por 4-3al Vila-sana en una ajustada final que se decidió en una tanda de penaltis con más de 20 tiros a portería.   